# Prémilhat
Prémilhat é uma comuna francesa na região administrativa de Auvérnia-Ródano-Alpes, no departamento Allier. Estende-se por uma área de 21,14 km². Em 2010 a comuna tinha 2 531 habitantes (densidade: 119,7 hab./km²).